# Sidi Daoud (Algeria)
Sidi Daoud è un comune dell'Algeria, situato nella provincia di Boumerdès.